# Madarász Imre (lelkész)
Madarász Imre (Tiszaabád, 1846. június 18. – Budapest, 1918. november 7.) református lelkész és országgyűlési képviselő.

## Élete
Madarász István és Salánki Julianna tehetős polgári szülők fia. Tanulmányait Kisújszálláson kezdte, Nagykőrösön és Kecskeméten folytatta és Debrecenben végezte be 1869-ben. Mint református segédlelkész szülőföldjén kezdte meg hivataloskodását, ahonnét azonban alig néhány hónap elteltével Könyves Tóth Mihály esperes mellé hivatott Karcagra, ahol 1872. május 26-án rendes lelkész lett. 1873-ban külföldi utazást is tett Németországban, ahonnét fél év múlva visszatérve, egy Fröbel-féle gyermekkert létesítésén fáradozott, melyet 1875-ben, miután e célra 5000 forintot gyűjtött, sikerült felállítania. Később az intézetnek elnöke lett. Egyházmegyéje a heves-nagykunsági levéltár rendezésével bízta meg, aminek 1874-75-ben meg is felelt. Azután nemsokára egyházmegyei aljegyzővé, majd tanácsbíróvá, egyházkerületi képviselővé, később főjegyzővé választották és néhány hónapig mint helyettes esperes is működött. 1887-től a karcagi választókerületet képviselte függetlenségi párti programmal. A naplóbíráló bizottság tagja volt. Az ő kezdeményezésére készült Karcagon az artézi kút és befolyásának köszönhető azon 180 000 forintnyi összeg, melyet az ottani közbirtokosság között gyűjtött az elemi iskola és gimnázium számára. 1906-ig volt országgyűlési képviselő, 1907-ben megválasztották zsinati rendes tagnak.
Kisebb dolgozatai a Gyakorlati Lelkészet 1875-78. és 1880. füzeteiben.

## Munkái
- Egyházi beszédek, melyeket a «Gyermekkert» felállítására vonatkozólag mondott Karczagon 1873. máj. 4. és 18. Debreczen, 1873.
- Templomi szószék. Közönséges, alkalmi és ünnepi egyházi beszédek. Karczag, 1878. és 1882. Két füzet (Az I. 2. kiadása. Bpest, 1879. Ism. Prot. Egyh. és Isk. Lap 1878.)
- Jézus virágvasárnapi könnyei. Virágvasárnapi egyházi beszéd. Karczag, 1878.

Országgyűlési beszédei a Naplókban (1887-től) vannak.